# ウィンストン・パルクス
ウィンストン・パルクス（Winston Antonio Parks Tifet、1981年10月12日 - ）は、コスタリカの元サッカー選手。元コスタリカ代表。ポジションはフォワード。

## 来歴
2001年にコスタリカ代表デビュー。2002 FIFAワールドカップのメンバーにも選ばれ、グループステージ2戦目・トルコ戦では試合終盤に同点ゴールを決めた。翌年の2003 CONCACAFゴールドカップにも出場した。2011年までに27試合に出場、6得点をあげた。

## 代表歴

### 出場大会
- コスタリカ代表
  - 2002 FIFAワールドカップ

### 試合数
- 国際Aマッチ 27試合 6得点（2001年-2011年）[1]

| コスタリカ代表 | 国際Aマッチ | 国際Aマッチ |
| 年             | 出場        | 得点        |
| -------------- | ----------- | ----------- |
| 2001           | 1           | 0           |
| 2002           | 7           | 2           |
| 2003           | 7           | 1           |
| 2004           | 1           | 2           |
| 2005           | 3           | 0           |
| 2006           | 1           | 0           |
| 2007           | 0           | 0           |
| 2008           | 0           | 0           |
| 2009           | 0           | 0           |
| 2010           | 3           | 1           |
| 2011           | 4           | 0           |
| 通算           | 27          | 6           |